# Dynamic Structures
Pour les articles homonymes, voir Dynamic.
Dynamic Structures est une entreprise canadienne fondée en 1926, spécialisée dans les structures en acier. Leur activité est principalement liée aux constructions pour des observatoires astronomiques, pour les attractions et d'autres types de structures métalliques complexes.
À sa création, l'entreprise était nommée Vancouver Art Metal. Elle est renommée Coast Steel Fabricators Limited en 1952, puis AGRA Coast Limited en 1994 et AMEC Dynamic Structures, Ltd en 2001. En 2007, l'entreprise est rachetée par la société Empire Industries Ltd.

## Réalisations

### Observatoires astronomiques
Dynamic Structures a été impliqué dans la conception et la construction de la plupart des grands observatoires du monde entier. On peut citer :
- Observatoire Canada-France-Hawaï à Hawaï
- Télescope Isaac-Newton aux îles Canaries
- Télescope William-Herschel aux îles Canaries
- Observatoire W. M. Keck (phase1) à Hawaï
- Owens Valley Radio Observatory (supports de 3 radiotélescopes) en Californie
- Starfire Optical Range au Nouveau-Mexique
- Observatoire W. M. Keck, (Phase 2) à Hawaï
- Observatoire W. M. Keck, (Phase 2, structure du télescope) à Hawaï
- Télescope Subaru à Hawaï
- Observatoire Gemini (Nord et Sud) au Chili
- Télescope cosmologique d'Atacama au Chili

Actuellement, l'entreprise travaille sur la conception de ce qui sera le plus grand télescope au monde, appelé Télescope de Trente Mètres,. 

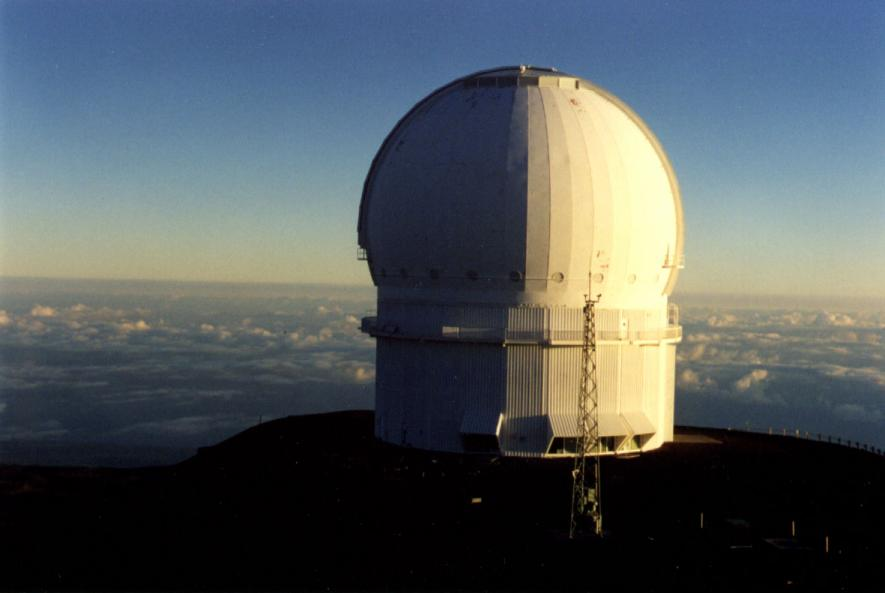
Observatoire Canada-France-Hawaï
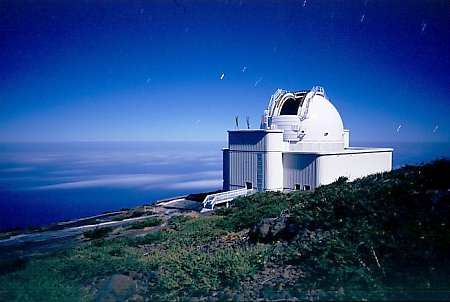
Télescope Isaac Newton
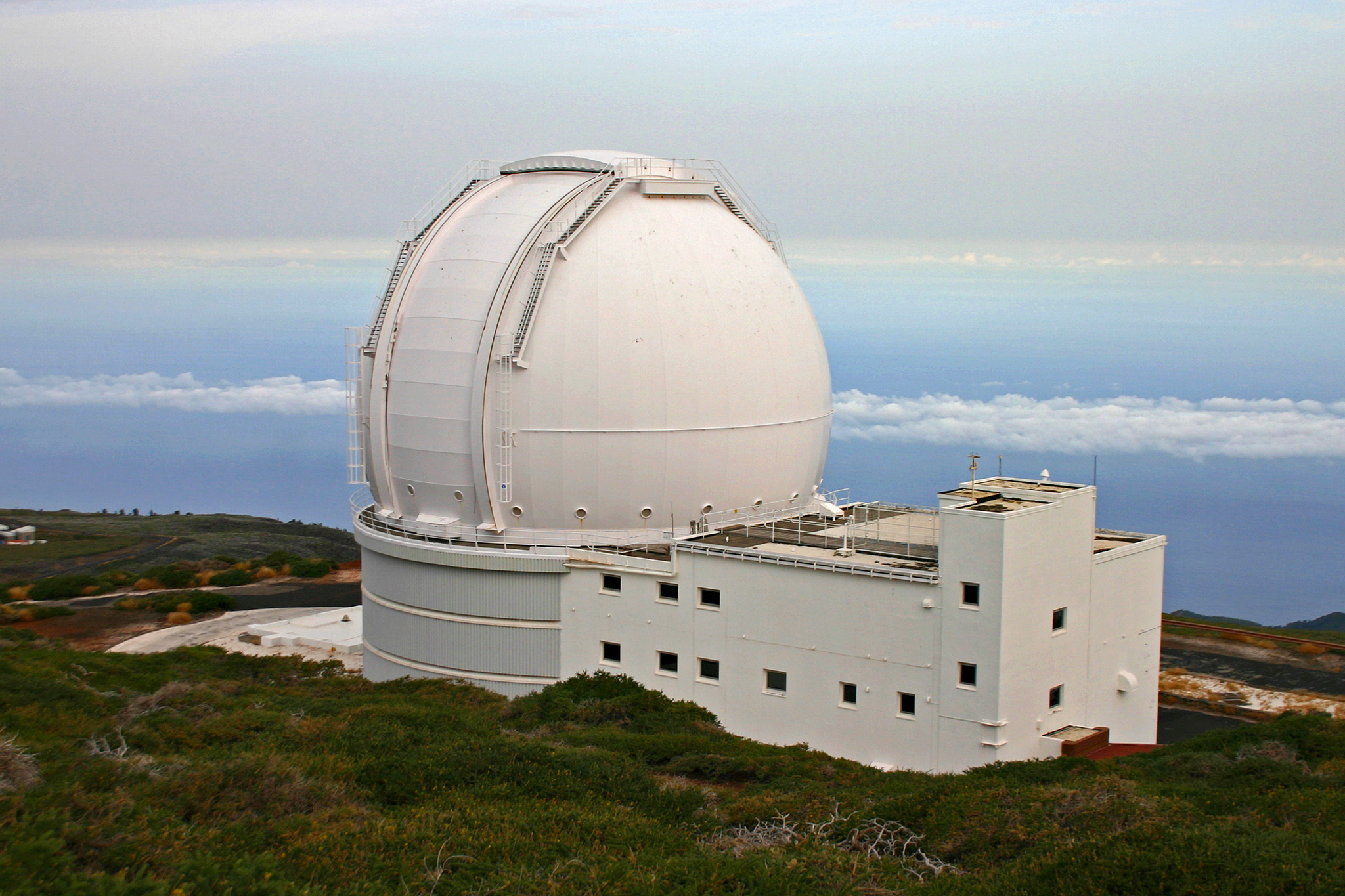
Télescope William Herschel
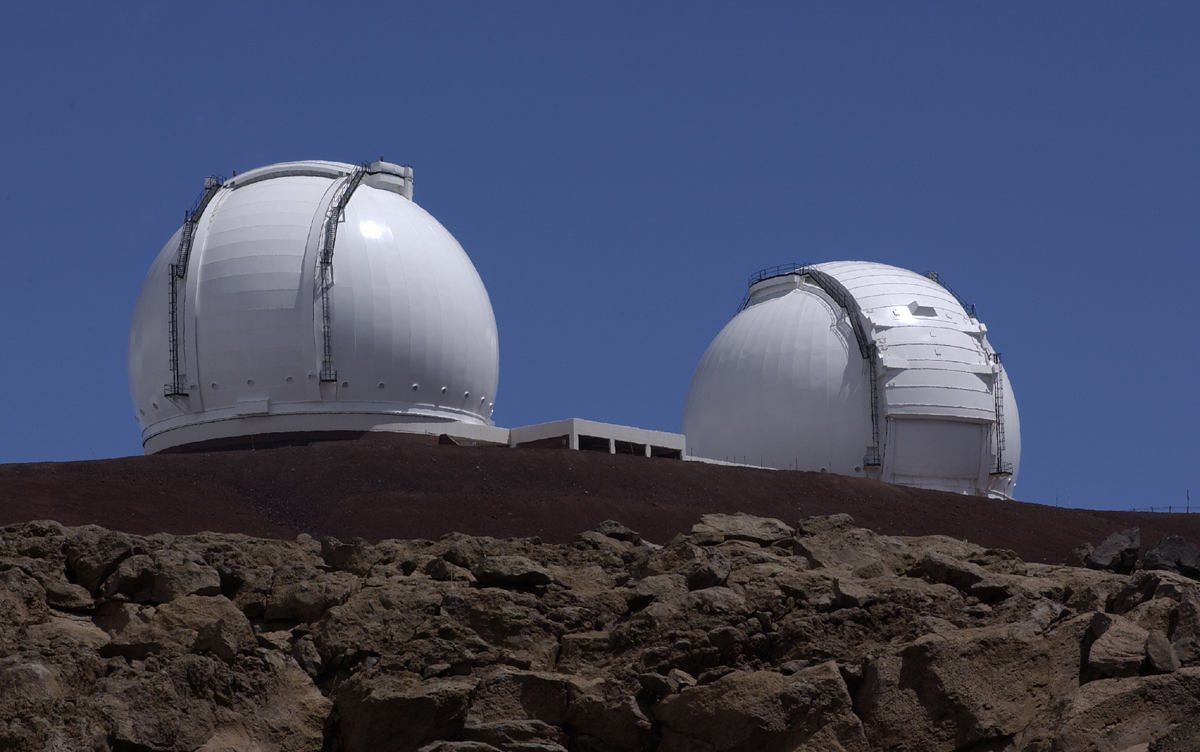
Télescope de Keck
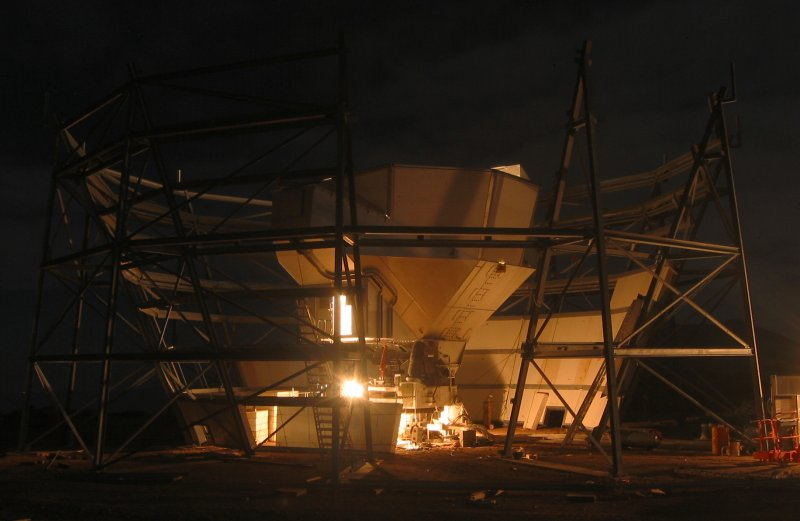
Télescope cosmologique d'Atacama
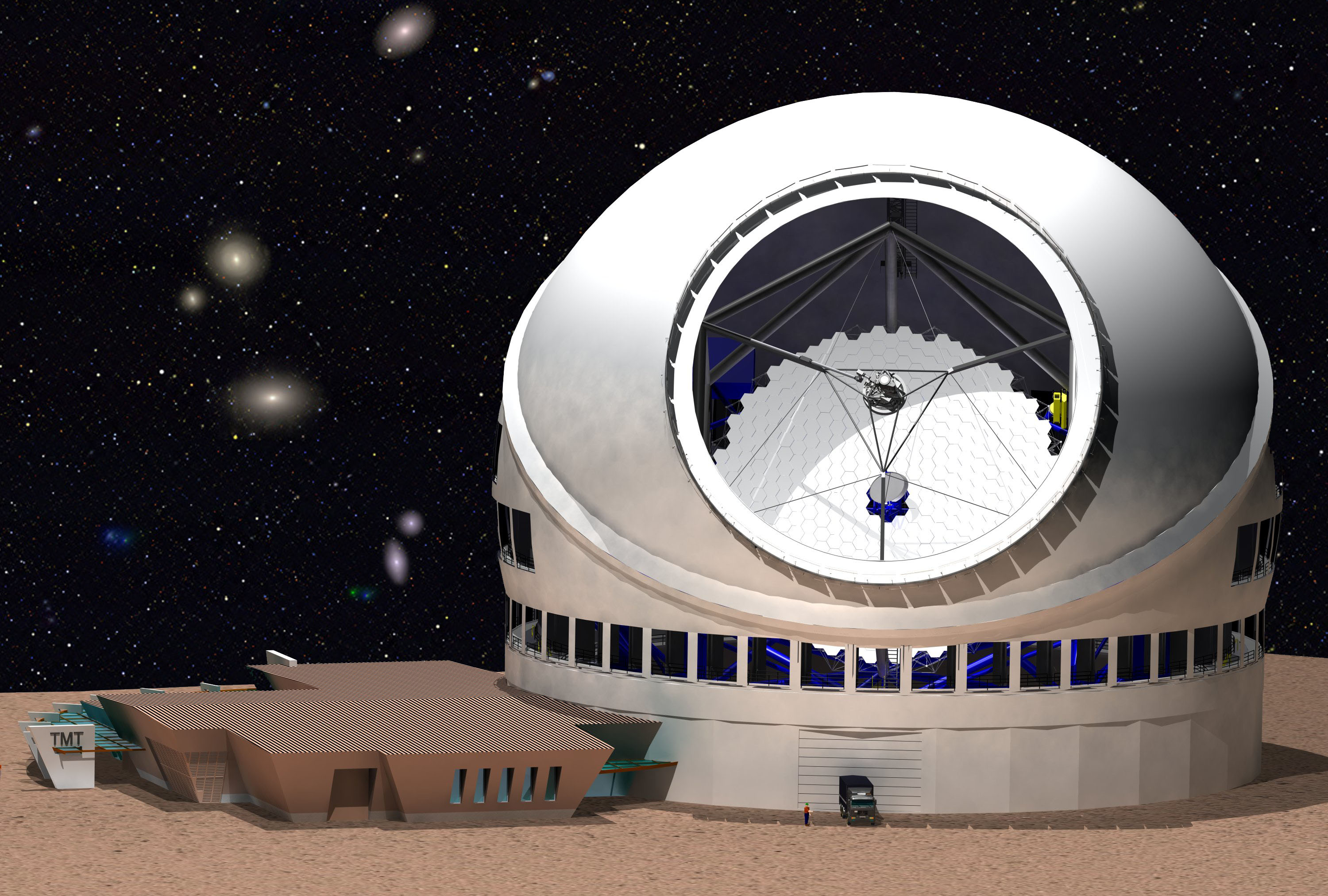
Télescope de Trente Mètres

### Attractions
Leurs partenariats avec Kuka et Grenzebach (en) ont conduit au développement de plusieurs attractions qui intègrent la robotique et d'autres technologies d'automatisation industrielle, telles que les Motion Theatre, les Robocoasters, les flying theater et des véhicules à guidage automatique. Elle a par exemple permis la création d'attractions comme Danse avec les Robots au Futuroscope ou d'autres du même type pour les parcs Legoland à travers le monde. Parmi leur principales réalisations dans les parcs d'attractions, on peut citer :
- Test Track[6], à Epcot, en 1999
- Soarin' Over California, à Disney California Adventure, en 2001
- Soarin', à Epcot, en 2005
- Space Mountain[7], à Disneyland, en 2005
- Monorail Mark VII, à Disneyland, 2007 - 2010
- Harry Potter and the Forbidden Journey, à Universal's Islands of Adventure, en 2010[2]
- L'Extraordinaire Voyage, au Futuroscope, en 2016.

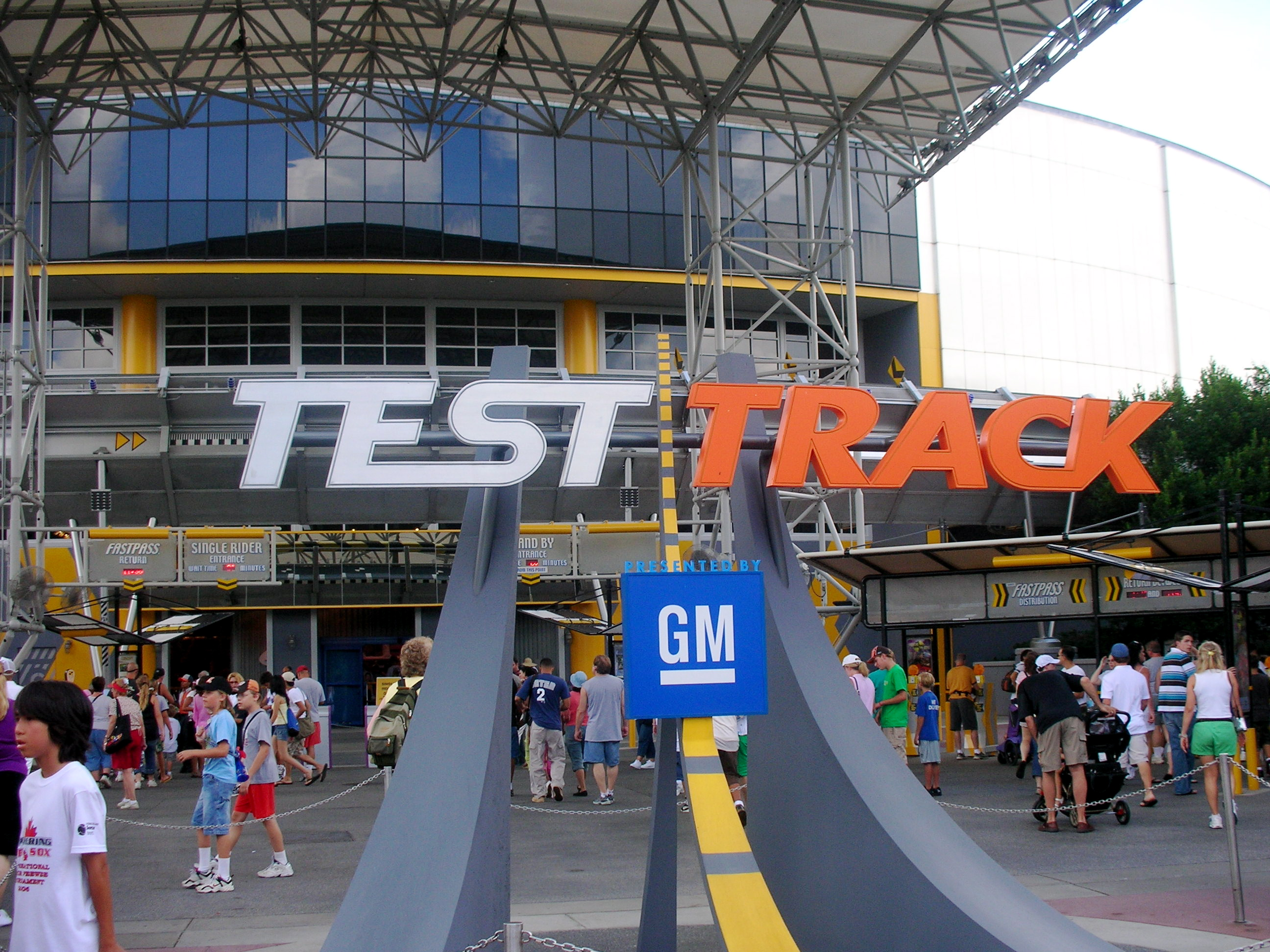
Entrée de Test Track
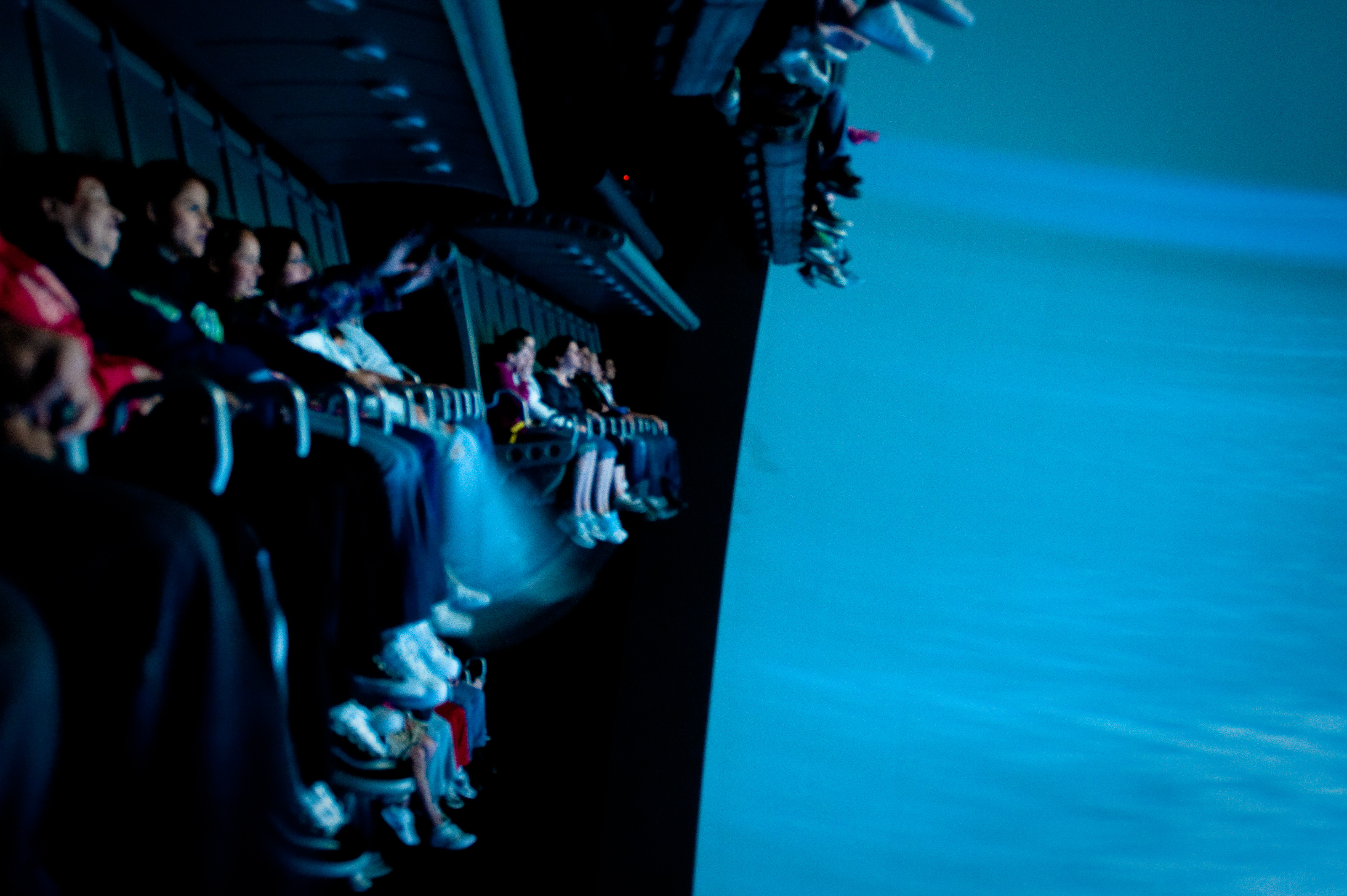
Soarin' Over California
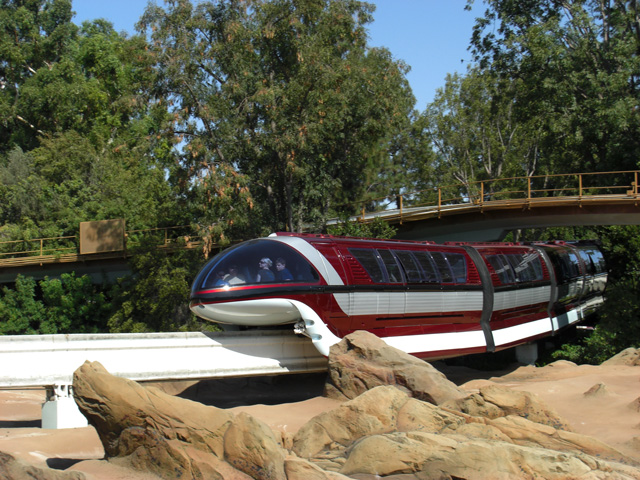
Monorail Mark VII
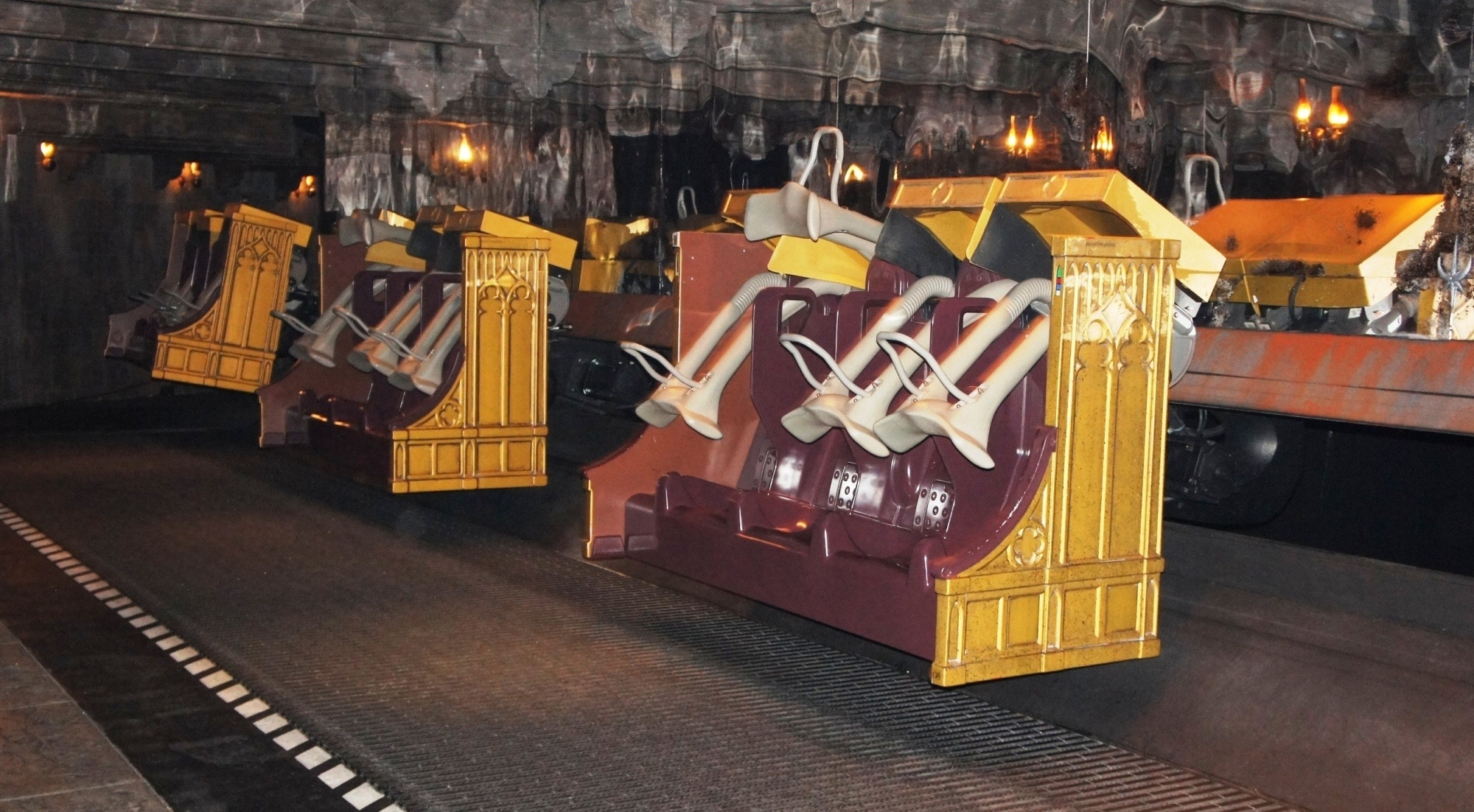
Harry Potter and the Forbidden Journey

### Autres réalisations
- Helix Pedestrian Bridge[8], à Seattle
- Tremplins du parc olympique de Whistler[9], au Canada
- Anneau olympique de Richmond[10], au Canada
- Lougheed Town Centre Station[11], au Canada

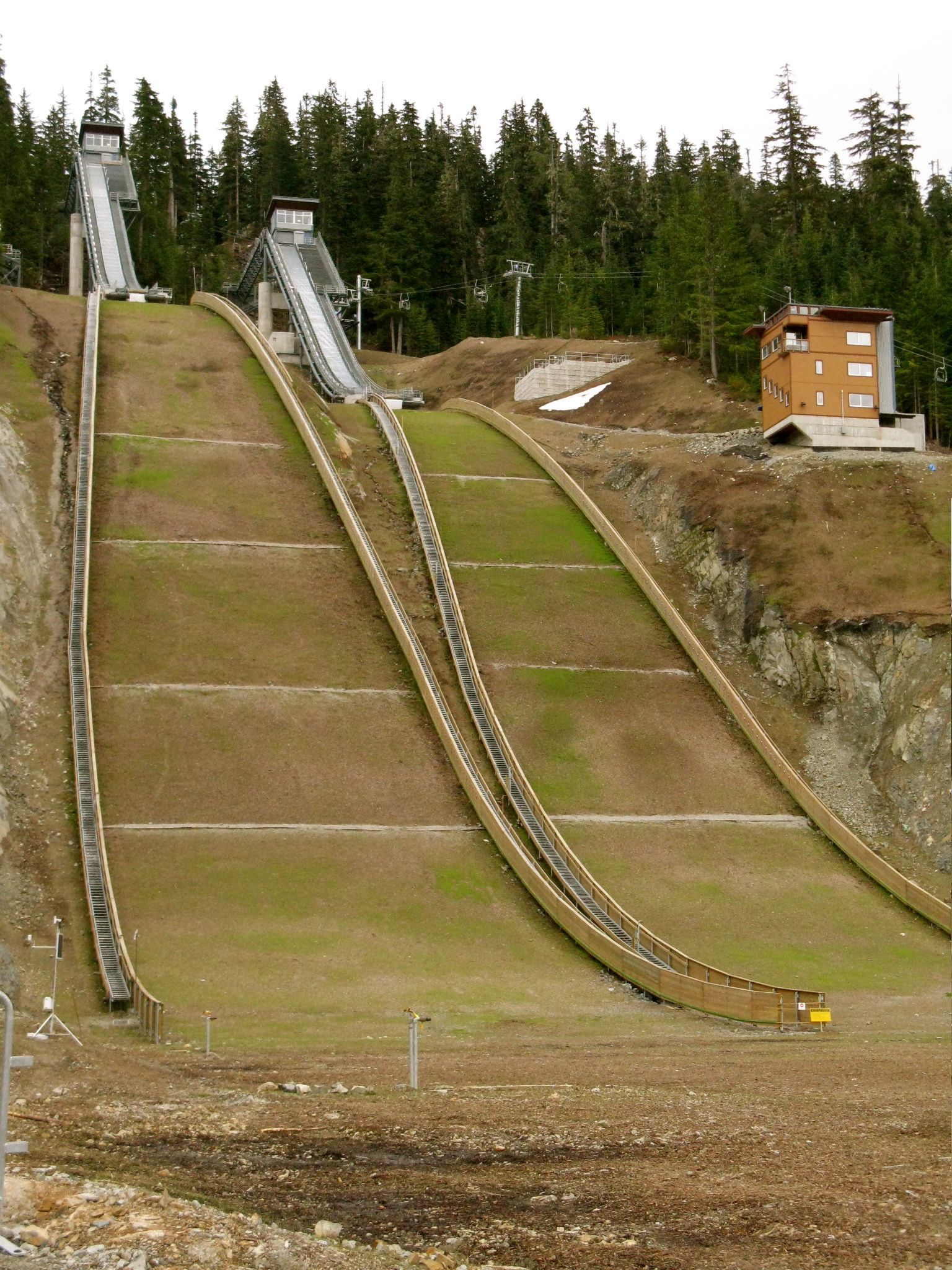
Tremplins du parc Olympique de Whistler
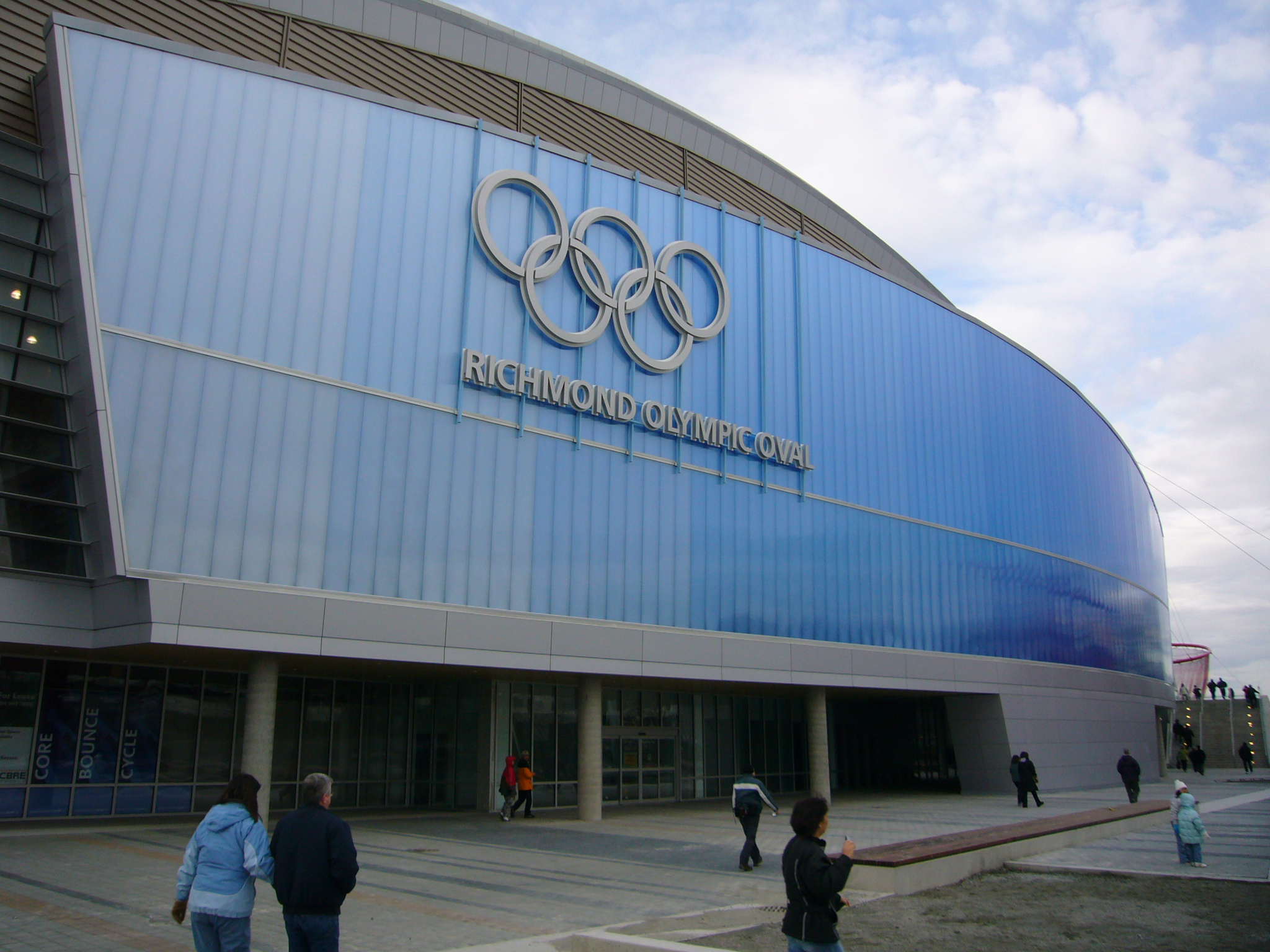
Anneau olympique de Richmond
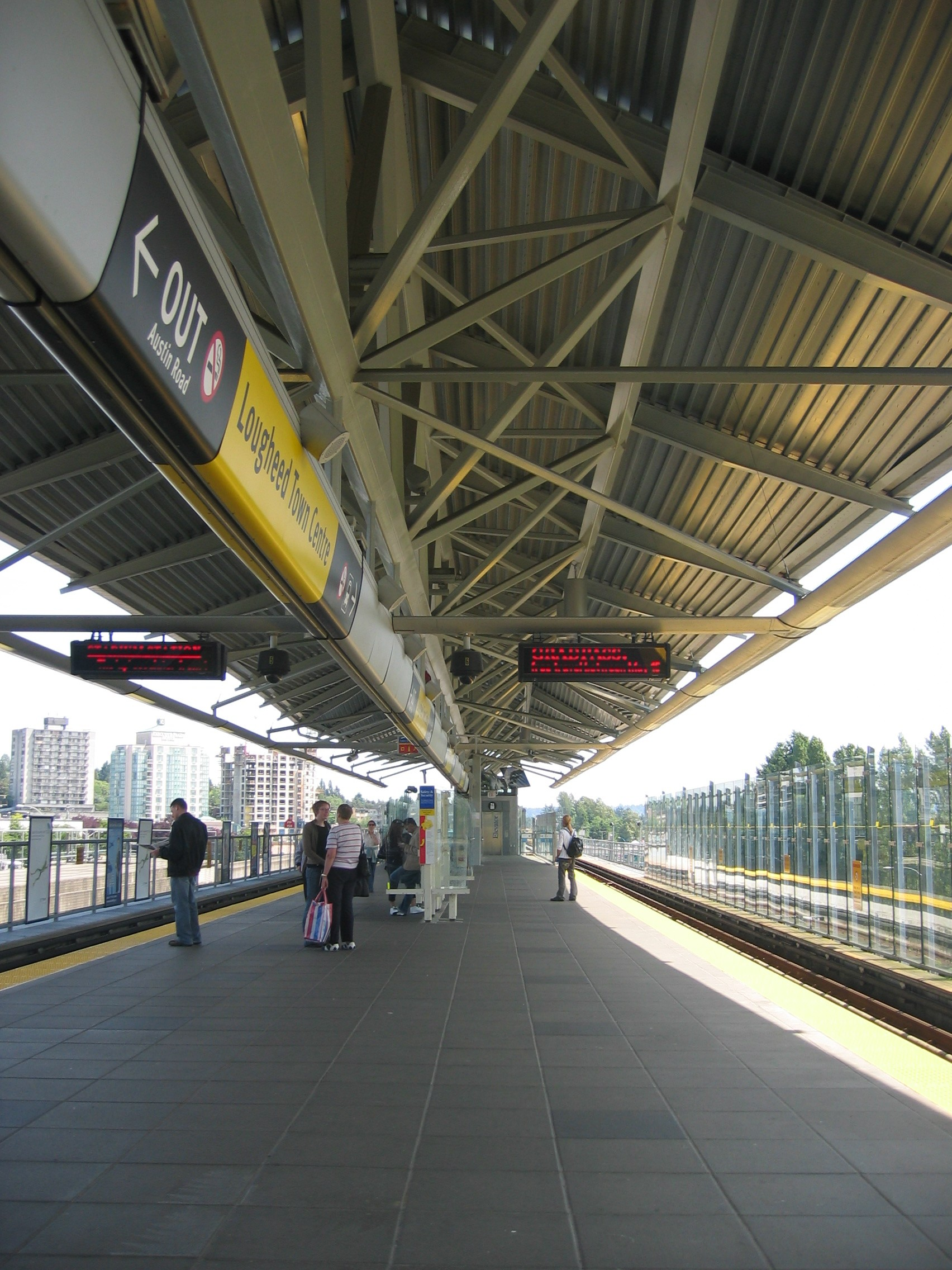
Lougheed Town Centre Station